# Gasthaus zum Alten Wirt (Baar)

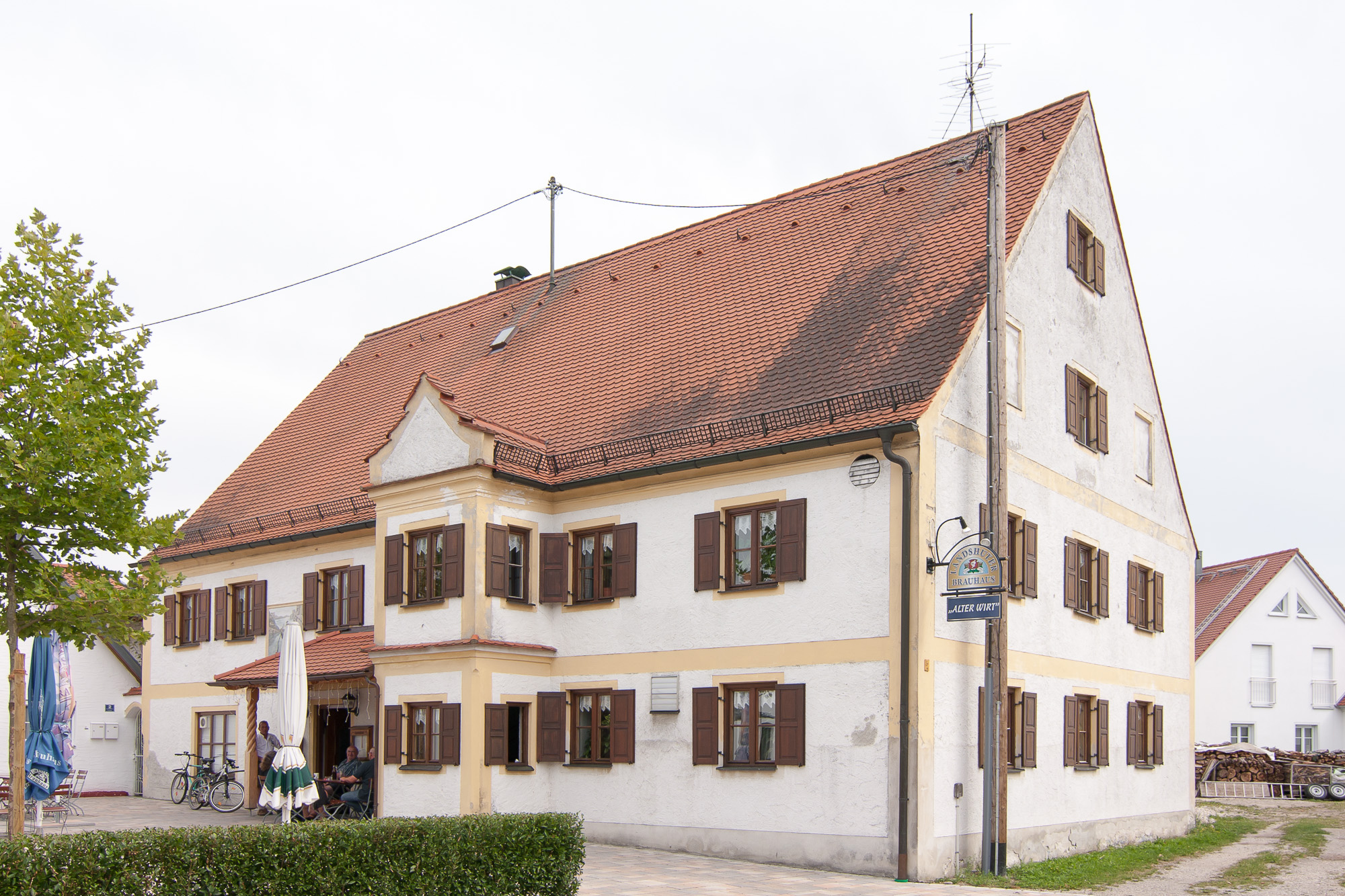
Gasthaus zum Alten Wirt in Baar

Das Gasthaus zum Alten Wirt in Baar, einem Ortsteil der Gemeinde Baar-Ebenhausen im oberbayerischen Landkreis Pfaffenhofen an der Ilm, wurde im 17./18. Jahrhundert errichtet. Das Gasthaus am Dorfplatz 3 gehört zu den geschützten Baudenkmälern in Bayern.
Der zweigeschossige, traufseitige Steilsatteldachbau mit zweigeschossigem Bodenerker mit leicht abgetrepptem Giebel und Lisenengliederung besitzt fünf zu drei Fensterachsen.